# Handsome Boy Modeling School
Handsome Boy Modeling School war eine amerikanische Musikgruppe der Produzenten Prince Paul und Dan „The Automator“ Nakamura. Als Gastmusiker und Rapper arbeiteten sie für dieses Projekt u. a. mit Money Mark, Cibo Matto, Mike D. von den Beastie Boys, Grand Puba, Sadat X, DJ Shadow, Sean Lennon, Josh Haden von Spain, Alec Empire, Del Tha Funkee Homosapien, Barrington Levy, De La Soul, Casual, Jack Johnson, Pharrell Williams, Lord Finesse, Mike Shinoda und Chester Bennington von Linkin Park, Mike Patton, RZA, GZA, Dres (Black Sheep), Rahzel, Jazzy Jay und Cat Power zusammen.
Die Gruppe löste sich 2006 wegen geschäftlicher Uneinigkeiten zwischen Paul und Nakamura auf.

## Diskografie

### Alben
- 1999: So … How’s Your Girl? (VÖ: 19. Oktober)
- 2004: White People (VÖ: 9. November)

### DJ-Mixes
- 1999: Free Introductory Course
- 2004: Atlantic Records Fall 2004

### Singles
- 1998: Rock ’n’ Roll
- 1999: Magnetizing
- 1999: Metaphysical
- 1999: The Truth (feat. Roisin of Moloko und J-Live)
- 1999: The Projects (PJays)
- 2000: Sunshine (feat. Paula Frazer; VÖ: 11. Juli)
- 2004: The World’s Gone Mad (feat. Alex Kapranos, Barrington Levy und Del tha Funkee Homosapien; VÖ: 28. Februar)